# COPS7A
COPS7A (англ. COP9 signalosome subunit 7A) – білок, який кодується однойменним геном, розташованим у людей на короткому плечі 12-ї хромосоми. Довжина поліпептидного ланцюга білка становить 275 амінокислот, а молекулярна маса — 30 277.
| 10         |  | 20         |  | 30         |  | 40         |  | 50         |
| ---------- |  | ---------- |  | ---------- |  | ---------- |  | ---------- |
| MSAEVKVTGQ |  | NQEQFLLLAK |  | SAKGAALATL |  | IHQVLEAPGV |  | YVFGELLDMP |
| NVRELAESDF |  | ASTFRLLTVF |  | AYGTYADYLA |  | EARNLPPLTE |  | AQKNKLRHLS |
| VVTLAAKVKC |  | IPYAVLLEAL |  | ALRNVRQLED |  | LVIEAVYADV |  | LRGSLDQRNQ |
| RLEVDYSIGR |  | DIQRQDLSAI |  | ARTLQEWCVG |  | CEVVLSGIEE |  | QVSRANQHKE |
| QQLGLKQQIE |  | SEVANLKKTI |  | KVTTAAAAAA |  | TSQDPEQHLT |  | ELREPAPGTN |
| QRQPSKKASK |  | GKGLRGSAKI |  | WSKSN      |  |            |  |            |

A: Аланін

C: Цистеїн

D: Аспарагінова кислота

E: Глутамінова кислота

F: Фенілаланін

G: Гліцин

H: Гістидин

I: Ізолейцин

K: Лізин

L: Лейцин

M: Метіонін

N: Аспарагін

P: Пролін

Q: Глутамін

R: Аргінін

S: Серин

T: Треонін

V: Валін

W: Триптофан

Кодований геном білок за функцією належить до фосфопротеїнів. 
Задіяний у такому біологічному процесі, як ацетилювання. 
Локалізований у цитоплазмі, ядрі.